# Sebastián Prieto
Sebastián Prieto (Buenos Aires, 19 maggio 1975) è un allenatore di tennis ed ex tennista argentino.

## Carriera
Ottenne il suo best ranking in singolare il 18 maggio 1998 con la 137ª posizione, mentre nel doppio divenne il 10 luglio 2006, il 22º del ranking ATP.
Specialista del doppio e della terra battuta, vinse in carriera dieci tornei del circuito ATP, su un totale di ventisei finali disputate. In particolare, vinse in tre occasioni il Movistar Open e l'ATP Buenos Aires; in quest'ultimo raggiunse anche per due volte la finale uscendone però sconfitto. Il miglior risultato ottenuto nei tornei del grande slam sono i quarti di finale raggiunti in coppia con l'italiano Massimo Bertolini nell'Open di Francia 2003. Vennero sconfitti dagli statunitensi Bob e Mike Bryan, futuri vincitori del torneo, con il risultato di 1-6, 4-6.
Nel circuito ATP Challenger Series vinse in carriera un totale di trentuno tornei, la maggior parte dei quali sudamericani e di cui solo quattro in singolare.
Attualmente è l'allenatore del connazionale Juan Martín del Potro.

## Statistiche

### Tornei ATP

#### Doppio

##### Vittorie (10)
| Legenda singolare                                    |
| Grande Slam (0)                                      |
| ATP World Tour Finals (0)                            |
| ATP Masters Series / ATP World Tour Masters 1000 (0) |
| ATP International Gold / ATP World Tour 500 (1)      |
| ATP International Series / ATP World Tour 250 (9)    |

| N.  | Data              | Torneo                                        | Superficie  | Compagno         | Avversari in finale                | Punteggio        |
| 1.  | 9 novembre 1998   | Chile Open, Santiago del Cile                 | Terra rossa | Mariano Hood     | Massimo Bertolini Devin Bowen      | 7-6, 6-7, 7-6    |
| 2.  | 4 ottobre 1999    | Campionati Internazionali di Sicilia, Palermo | Terra rossa | Mariano Hood     | Lan Bale Alberto Martín            | 6-3, 6-1         |
| 3.  | 29 gennaio 2001   | Colombia Open, Bogotà                         | Terra rossa | Mariano Hood     | Martín Rodríguez André Sá          | 6-2, 6-4         |
| 4.  | 17 febbraio 2003  | Argentina Open, Buenos Aires                  | Terra rossa | Mariano Hood     | Lucas Arnold Ker David Nalbandian  | 6-2, 6-2         |
| 5.  | 18 luglio 2005    | Stuttgart Open, Stoccarda                     | Terra rossa | José Acasuso     | Mariano Hood Tommy Robredo         | 7–6(4), 6-3      |
| 6.  | 12 settembre 2005 | Romanian Open, Bucarest                       | Terra rossa | José Acasuso     | Victor Hănescu Andrei Pavel        | 6-3, 4-6, 6-3    |
| 7.  | 30 gennaio 2006   | Chile Open, Viña del Mar                      | Terra rossa | José Acasuso     | František Čermák Leoš Friedl       | 7–6(2), 6-4      |
| 8.  | 19 febbraio 2007  | Argentina Open, Buenos Aires                  | Terra rossa | Martín García    | Albert Montañés R. Ramírez Hidalgo | 6-4, 6-2         |
| 9.  | 28 gennaio 2008   | Chile Open, Viña del Mar                      | Terra rossa | José Acasuso     | Máximo González Juan Mónaco        | 6-1, 3-0, ritiro |
| 10. | 15 febbraio 2010  | Argentina Open, Buenos Aires                  | Terra rossa | Horacio Zeballos | Simon Greul Peter Luczak           | 7–6(4), 6-3      |

##### Sconfitte in finale (16)
| Legenda singolare                                    |
| Grande Slam (0)                                      |
| ATP World Tour Finals (0)                            |
| ATP Masters Series / ATP World Tour Masters 1000 (0) |
| ATP International Gold / ATP World Tour 500 (1)      |
| ATP International Series / ATP World Tour 250 (15)   |

| N.  | Data              | Torneo                                             | Superficie  | Compagno         | Avversari in finale                  | Punteggio        |
| 1.  | 5 agosto 1996     | Internazionali di Tennis di San Marino, San Marino | Terra rossa | Mariano Hood     | Pablo Albano Lucas Arnold Ker        | 1-6, 3-6         |
| 2.  | 10 agosto 1998    | Internazionali di Tennis di San Marino, San Marino | Terra rossa | Mariano Hood     | Jiří Novák David Rikl                | 4-6, 5-7         |
| 3.  | 12 febbraio 2001  | Chile Open, Viña del Mar                           | Terra rossa | Mariano Hood     | Lucas Arnold Ker Tomás Carbonell     | 4-6, 6-2, 3-6    |
| 4.  | 19 febbraio 2001  | Argentina Open, Buenos Aires                       | Terra rossa | Mariano Hood     | Lucas Arnold Ker Tomás Carbonell     | 7-5, 5-7, 6(5)–7 |
| 5.  | 26 aprile 2004    | Torneo Godó, Barcellona                            | Terra rossa | Mariano Hood     | Mark Knowles Daniel Nestor           | 6-4, 3-6, 4-6    |
| 6.  | 9 agosto 2004     | Prokom Open, Sopot                                 | Terra rossa | Martín García    | František Čermák Leoš Friedl         | 6-2, 2-6, 3-6    |
| 7.  | 7 febbraio 2005   | Argentina Open, Buenos Aires                       | Terra rossa | José Acasuso     | František Čermák Leoš Friedl         | 2-6, 5-7         |
| 8.  | 4 luglio 2005     | Swedish Open, Båstad                               | Terra rossa | José Acasuso     | Jonas Björkman Joachim Johansson     | 2-6, 3-6         |
| 9.  | 1º agosto 2005    | Prokom Open, Sopot                                 | Terra rossa | Lucas Arnold Ker | Mariusz Fyrstenberg Marcin Matkowski | 6-7, 4-6         |
| 10. | 3 ottobre 2005    | Open de Moselle, Metz                              | Cemento (i) | José Acasuso     | Michaël Llodra Fabrice Santoro       | 2-5, 5-3, 44-5   |
| 11. | 31 luglio 2006    | Prokom Open, Sopot                                 | Terra rossa | Martín García    | František Čermák Leoš Friedl         | 3-6, 5-7         |
| 12. | 9 aprile 2007     | Open de Tenis Comunidad Valenciana, Valencia       | Terra rossa | Yves Allegro     | Wesley Moodie Todd Perry             | 5-7, 5-7         |
| 13. | 30 aprile 2007    | Estoril Open, Estoril                              | Terra rossa | Martín García    | Marcelo Melo André Sá                | 6-3, 2-6, [6-10] |
| 14. | 9 luglio 2007     | Swedish Open, Båstad                               | Terra rossa | Martín García    | Simon Aspelin Julian Knowle          | 2-6, 4-6         |
| 15. | 30 luglio 2007    | Prokom Open, Sopot                                 | Terra rossa | Martín García    | Mariusz Fyrstenberg Marcin Matkowski | 1-6, 1-6         |
| 16. | 10 settembre 2007 | Romanian Open, Bucarest                            | Terra rossa | Martín García    | Oliver Marach Michal Mertiňák        | 6(2)–7, 6(8)–7   |

### Tornei minori

#### Singolare

##### Vittorie (4)
| Legenda tornei minori |
| Challenger (3)        |
| Futures (1)           |

| N. | Data              | Torneo                                 | Superficie   | Avversario in finale | Punteggio        |
| 1. | 5 ottobre 1998    | Santiago Challenger, Santiago del Cile | Terra rossa  | Peter Wessels        | 7-5, 6-4         |
| 2. | 20 settembre 1999 | Copa Sevilla, Siviglia                 | Terra gialla | Jacobo Diaz          | 4-6, 6-2, 6-1    |
| 3. | 15 ottobre 2001   | Brasilia Challenger, Brasilia          | Terra rossa  | Sébastien de Chaunac | 6-4, 4-6, 7–6(6) |
| 4. | 27 ottobre 2003   | Argentina F5, Buenos Aires             | Terra rossa  | Júlio Silva          | 2-6, 7–6(6), 6-4 |

#### Doppio

##### Vittorie (27)
| Legenda tornei minori |
| Challenger (27)       |
| Futures (0)           |

| N.  | Data              | Torneo                                                      | Superficie  | Compagno         | Avversari in finale                   | Punteggio           |
| 1.  | 28 luglio 1997    | Merano Challenger, Merano                                   | Terra rossa | Mariano Hood     | Cristian Brandi Filippo Messori       | 6-1, 4-6, 7-6       |
| 2.  | 25 agosto 1997    | Santa Cruz de la Sierra Challenger, Santa Cruz de la Sierra | Terra rossa | Mariano Hood     | Egberto Caldas Adriano Ferreira       | 7-6, 4-6, 6-3       |
| 3.  | 6 ottobre 1997    | Lima Challenger, Lima                                       | Terra rossa | Mariano Hood     | Kris Goossens Jimy Szymanski          | 6-2, 6-1            |
| 4.  | 8 dicembre 1997   | Santiago Challenger 3, Santiago del Cile                    | Terra rossa | Mariano Hood     | Diego del Río Mariano Puerta          | 7-5, 6-1            |
| 5.  | 3 agosto 1998     | Poznań Challenger, Poznań                                   | Terra rossa | Martín Rodríguez | Cristian Brandi Márcio Carlsson       | 6-3, 6-4            |
| 6.  | 8 marzo 1999      | Challenger Salinas, Salinas                                 | Terra rossa | Mariano Hood     | Lucas Arnold Ker Daniel Orsanic       | 6-2, 7-6            |
| 7.  | 12 aprile 1999    | Nice Challenger, Nizza                                      | Terra rossa | Martín García    | Tomáš Cibulec Leoš Friedl             | 7-6, 6-4            |
| 8.  | 7 giugno 1999     | Maia Challenger, Maia                                       | Terra rossa | Mariano Hood     | Emanuel Couto Bernardo Mota           | 6-2, 6-0            |
| 9.  | 23 ottobre 2000   | São Paulo Challenger, San Paolo                             | Terra rossa | Mariano Hood     | Tomas Behrend Germán Puentes          | 6-3, 7–6(6)         |
| 10. | 23 settembre 2002 | Maia Challenger, Maia                                       | Terra rossa | Sergio Roitman   | Paul Baccanello Todd Perry            | 6-4, 6-4            |
| 11. | 28 ottobre 2002   | São Paulo Challenger, San Paolo                             | Terra rossa | Mariano Hood     | Luis Horna Sergio Roitman             | 6-3, 6-4            |
| 12. | 10 marzo 2003     | Challenger Salinas, Salinas                                 | Terra rossa | Martín García    | Michael Kohlmann Harel Levy           | Walkover            |
| 13. | 24 marzo 2003     | Open Barletta, Barletta                                     | Terra rossa | Sergio Roitman   | Massimo Bertolini Giorgio Galimberti  | 6-3, 3-6, 6-3       |
| 14. | 16 giugno 2003    | Braunschweig Open, Braunschweig                             | Terra rossa | Jim Thomas       | Juan Ignacio Carrasco Albert Montañés | 4-6, 6-1, 6-4       |
| 15. | 11 aprile 2005    | Bermuda Open, Bermuda                                       | Terra verde | Jordan Kerr      | Michal Tabara Tomáš Zíb               | Walkover            |
| 16. | 9 maggio 2005     | I. ČLTK Prague Open, Praga                                  | Terra rossa | Jordan Kerr      | Travis Parrott Rogier Wassen          | 6-4, 6-3            |
| 17. | 21 novembre 2005  | Buenos Aires Challenger, Buenos Aires                       | Terra rossa | Lucas Arnold Ker | R. Ramírez Hidalgo Santiago Ventura   | 6-0, 6-4            |
| 18. | 15 ottobre 2007   | Andrezieux Challenger, Andrézieux-Bouthéon                  | Cemento (i) | Martín García    | José Acasuso Diego Hartfield          | 6-3, 6-1            |
| 19. | 12 novembre 2007  | Buenos Aires Challenger, Buenos Aires                       | Terra rossa | Marcelo Melo     | Brian Dabul Máximo González           | 6-4, 7–6(6)         |
| 20. | 20 ottobre 2007   | Buenos Aires Challenger, Buenos Aires                       | Terra rossa | Máximo González  | Thomaz Bellucci R. Ramírez Hidalgo    | 7-5, 6-3            |
| 21. | 24 novembre 2007  | Lima Challenger, Lima                                       | Terra rossa | Luis Horna       | Ramón Delgado Júlio Silva             | 6-3, 6-3            |
| 22. | 9 marzo 2009      | Challenger Providencia, Santiago del Cile                   | Terra rossa | Horacio Zeballos | Rogério Dutra da Silva Flávio Saretta | 7–6(2), 6-2         |
| 23. | 16 marzo 2009     | Colombia Open, Bogotà                                       | Terra rossa | Horacio Zeballos | Alexander Peya Fernando Vicente       | 4-6, 6-1, [11-9]    |
| 24. | 13 luglio 2009    | Open Bogotá, Bogotà                                         | Terra rossa | Horacio Zeballos | Marcos Daniel Ricardo Mello           | 6-4, 7-5            |
| 25. | 3 agosto 2009     | San Marino Open, Città di San Marino                        | Terra rossa | Lucas Arnold Ker | Johan Brunström Jean-Julien Rojer     | 7–6(4), 2-6, [10-7] |
| 26. | 14 settembre 2009 | Open Cali I, Cali                                           | Terra rossa | Horacio Zeballos | Ricardo Hocevar João Souza            | 4-6, 6-3, [10-5]    |
| 27. | 4 gennaio 2010    | Aberto de São Paulo, San Paolo                              | Cemento     | Brian Dabul      | Tomasz Bednarek Mateusz Kowalczyk     | 6-3, 6-3            |